# Leonard Hawkes
Leonard Hawkes FRS (* 6. August 1891 in Paulton, Somerset; † 29. Oktober 1981) war ein britischer Geologe. Er war eine anerkannte Autorität für die Geologie von Island und führte die Geological Society of London viele Jahre lang vor und nach dem Zweiten Weltkrieg.

## Leben
Hawkes wurde als fünftes Kind des Reverend Philip Hawkes und seiner Frau Edith geboren. Er besuchte das Armstrong College an der University of Durham und legte 1912 die Prüfung zum Bachelor (BSc) ab. Nach einem Auslandsjahr in Norwegen an der Universität Kristiania erhielt er 1916
den Master-Grad (MSc) am Armstrong College.
Im Ersten Weltkrieg diente er von 1917 bis 1919 als Captain im Royal Army Medical Corps. Nach dem Krieg war er bis 1921 Geologie-Dozent am Armstrong College, bevor er die Leitung der geologischen Fakultät übernahm. 1928 wurde er zusätzlich zum Professor für Geologie am Bedford College der University of London berufen. Beide Stellen hatte er bis zu seiner Emeritierung 1956 inne. 

## Wirken
Zu Beginn seiner wissenschaftlichen Karriere war er als sehr aktiver Feldgeologe bekannt. Sein wissenschaftlicher Ruf gründete vor allem auf seiner weitreichenden Kenntnis der Geologie von Island, wo er zahlreiche vulkanologische und petrologische Studien durchführte, und an den Gletschern der Insel wie auch in deren Umfeld glaziologische Untersuchungen verfolgte.

## Ehrungen
1927 wurde er mit dem Lyell Fund ausgezeichnet, einem Preis der Geological Society of London, bei der er später Sekretär (1934–1942) und Präsident war (1954–1957). 1952 wurde er zum Fellow of the Royal Society gewählt, war Präsident der Mineralogical Society (1954–1957) und wurde 1971 Fellow of Bedford College.
1946 erhielt er die Murchison-Medaille, und 1962 die Wollaston-Medaille der Geological Society of London.

## Werke
- Geology and time. University of Nottingham, Nottingham, 1953
- Iceland. Geographical Handbook Series, London, 1942.